# سیارک ۷۳۵۱
سیارک ۷۳۵۱ (به انگلیسی: 7351 Yoshidamichi، نامگذاری:1993XB1) هفت هزار و سیصد و پنجاه و یکمین سیارک کشف شده‌است که در ۱۲ دسامبر ۱۹۹۳ کشف شد.
قدر مطلق سیارک برابر ۲۴.۵ است.